# Загорское (Симферопольский район)
Заго́рское (до 1945 года Ана́-Эли́; укр. Загірське, крымскотат. Ana Eli, Ана Эли) — упразднённое село в Симферопольском районе Крыма, включённое в состав села Урожайного, сейчас — верхняя по долине Чуюнчи часть села.

## История
Первое документальное упоминание села встречается в Камеральном Описании Крыма… 1784 года, судя по которому, в последний период Крымского ханства Ана Эли входило в Чоюнчинский кадылык Акмечетского каймаканства. После присоединения Крыма к России (8) 19 апреля 1783 года, (8) 19 февраля 1784 года, именным указом Екатерины II сенату, на территории бывшего Крымского Ханства была образована Таврическая область и деревня была приписана к Симферопольскому уезду. После Павловских реформ, с 1796 по 1802 год, входила в Акмечетский уезд Новороссийской губернии. По новому административному делению, после создания 8 (20) октября 1802 года Таврической губернии, Ана-Эли была включена в состав Кадыкойской волости Симферопольского уезда.
В Ведомости о всех селениях в Симферопольском уезде состоящих с показанием в которой волости сколько числом дворов и душ… от 9 октября 1805 года записана деревня Ана-Эли, в коей числилось 15 дворов и 75 жителей, исключительно крымских татар. На военно-топографической карте генерал-майора Мухина 1817 года в деревне обозначено 12 дворов. После реформы волостного деления 1829 года Ана-Эли, согласно «Ведомости о казённых волостях Таврической губернии 1829 г», отнесли к Сарабузской волости. На карте 1836 года в деревне 8 дворов, а на карте 1842 года Ана-Эли обозначен условным знаком «малая деревня», то есть, менее 5 дворов.
В 1860-х годах, после земской реформы Александра II, деревня осталась в составе преобразованной Сарабузской волости. В «Списке населённых мест Таврической губернии по сведениям 1864 года», составленном по результатам VIII ревизии 1864 года, Ана-Эли — владельческая татарская деревня с 2 дворами и 5 жителями при рекѣ Чуюнчѣ (на трёхверстовой карте 1865—1876 года в деревне Ана-Эли 4 двора). Причиной уменьшения населения могла быть эмиграция крымских татар в Турцию. А в «Памятной книге Таврической губернии 1889 года» по результатам Х ревизии 1887 года записана Ана-Эли уже с 15 дворами и 94 жителями.
После земской реформы 1890-х годов Ана-Эли отнесли к Подгородне-Петровской волостии. По «…Памятной книжке Таврической губернии на 1892 год» в деревне Ана-Эли, входившей Сарабузское сельское общество, числилось 14 жителей в 5 домохозяйствах. По «…Памятной книжке Таврической губернии на 1902 год» в деревне Ана-Эли, входившей в Сарабузское сельское общество, числилось 24 жителя в 5 домохозяйствах. По Статистическому справочнику Таврической губернии. Ч.II-я. Статистический очерк, выпуск шестой Симферопольский уезд, 1915 год, в деревне Ана-Эли Подгородне-Петровской волости Симферопольского уезда числилось 30 дворов с русским населением без приписных жителей, но со 145 — «посторонними», из которых 75 мужчин и 70 женщин В хозяйствах имелось 90 лошадей, 35 коров и 600 голов мелкого скота. На 1917 год в деревне действовала церковь.
После установления в Крыму Советской власти, по постановлению Крымревкома от 8 января 1921 года была упразднена волостная система и село включили в состав вновь созданного Сарабузского района Симферопольского уезда, а в 1922 году уезды получили название округов. 11 октября 1923 года, согласно постановлению ВЦИК, в административное деление Крымской АССР были внесены изменения, в результате которых был ликвидирован Сарабузский район и образован Симферопольский и село включили в его состав. Согласно Списку населённых пунктов Крымской АССР по Всесоюзной переписи 17 декабря 1926 года, в селе Ана-Эли Муса-Аджи-Элинского сельсовета Симферопольского района, числилось 37 дворов, из них 32 крестьянских, население составляло 193 человека. В национальном отношении учтено 177 русских и 14 украинцев, 2 записаны в графе «прочие». К 1940 году Муса-Аджи-Элинский сельсовет был упразднён, после чего Ана-Эли выделили в самостоятельный совет.

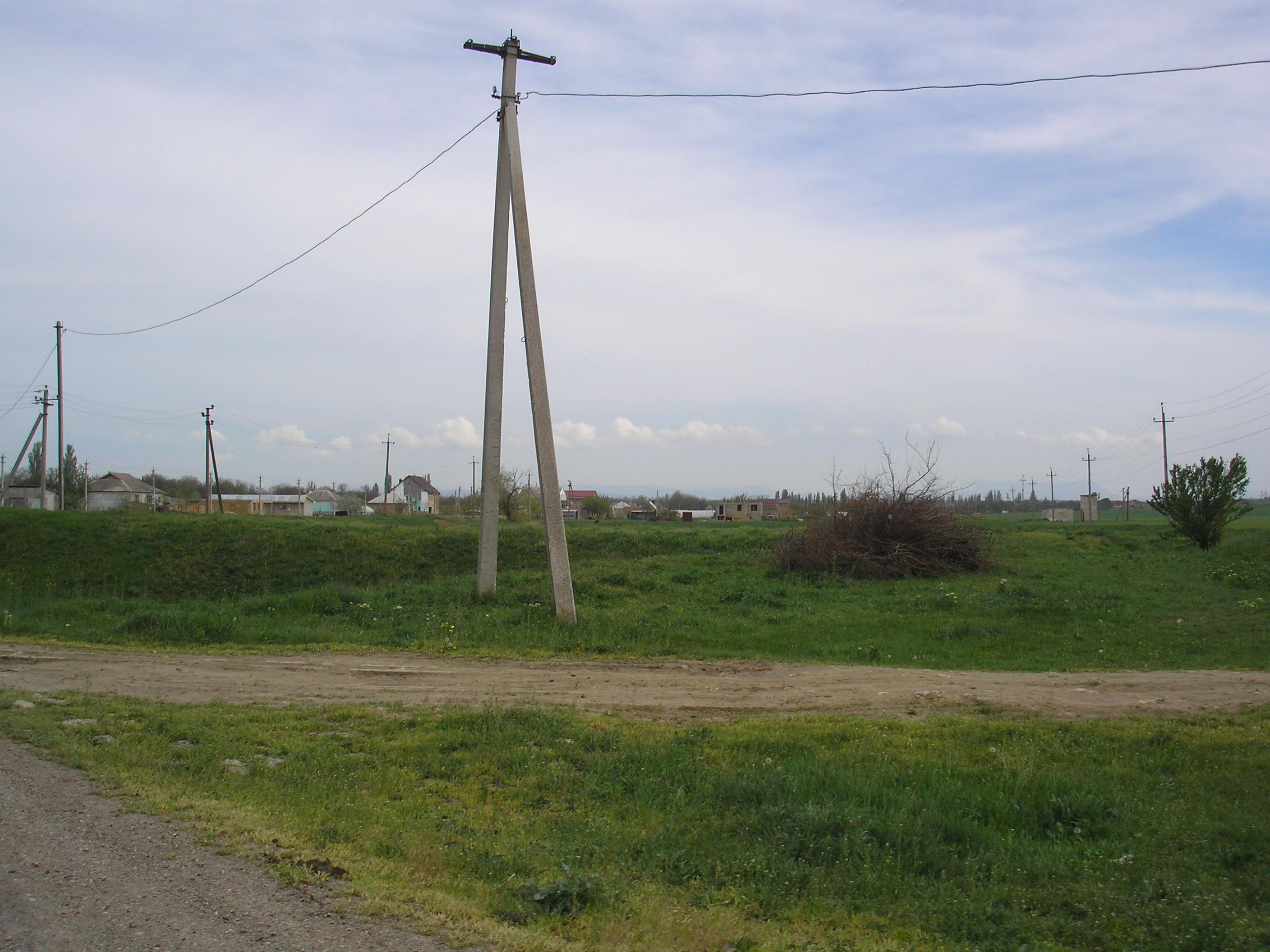
Северная окраина Урожайного — бывшее Загорское.

В 1944 году, после освобождения Крыма от фашистов, 12 августа 1944 года было принято постановление № ГОКО-6372с «О переселении колхозников в районы Крыма» и в сентябре 1944 года в район приехали первые новоселы (214 семей) из Винницкой области, а в начале 1950-х годов последовала вторая волна переселенцев из различных областей Украины. Указом Президиума Верховного Совета РСФСР от 21 августа 1945 года Ана-Эли была переименована в Загорское и Ана-Элинский сельсовет — в Загорский. С 25 июня 1946 года Загорское в составе Крымской области РСФСР. 26 апреля 1954 года Крымская область была передана из состава РСФСР в состав УССР. Решением облисполкома от 10 августа 1954 года Загорский сельсовет объединён в Урожайновский. Решением Крымоблисполкома от 8 сентября 1958 года № 834 Загорское объединили с Урожайным «как фактически слившиеся между собой».

### Динамика численности населения
| - 1805 год — 75 чел. - 1864 год — 5 чел. - 1887 год — 94 чел. - 1892 год — 14 чел. | - 1902 год — 24 чел. - 1915 год — 0/145 чел. - 1926 год — 193 чел. |